# 左更三
左更三，即白羊座ο（ο Ari, ο Arietis），是一颗位于白羊座的恒星，它距离地球约482光年。
左更一是一颗蓝白色B-型主序星，视星等为+5.78。
白羊座ο在中国星官系统中属于西方白虎七宿中娄宿的星官左更第三星，因此被称为左更三。